# 陈定定
陈定定 (1975年4月-)，中国政治学者、国际关系专家、时政专栏作家与学术翻译家。2007年获芝加哥大学政治学博士。现任暨南大学国际关系学院教授、 一带一路与粤港澳大湾区研究院副院长以及21 世纪丝绸之路研究院副院长，同时兼任德国全球公共政策研究所客座研究员、美国约翰斯·霍普金斯大学客座研究员、清华大学全球化研究中心研究员。他是海国图智研究院创始人兼院长。 2014年开始，他成为国际问题英文杂志《外交学人》的每周专栏作家。

## 工作履历
2006年至2007年，陈定定在哈佛大学与普林斯顿大学联合主办的“中国与世界研究”项目任客座研究员，2007年至2009年，在汉密尔顿学院政府系任访问教员， 2009年至2016年曾任澳门大学助理教授。2014年起任德国柏林全球公共政策研究所客座研究员；2016年起，任盘古智库高级研究员；2017年起，任云南大学周边外交研究中心特约研究员。

## 作品

### 书籍
- 《人工智能与全球治理》，社会科学文献出版社，2020年
- 《让世界读懂中国: 中国新型智库创始人在美国杂志写专栏》，世界知识出版社，2019
- 《全球秩序》，2018年
- 《国外智库看亚太经合组织(APEC)》，社会科学文献出版社，2017年
- International Engagement in China's Human Rights. Routledge, 2015
- 《国际关系中的预测》，上海人民出版社，2014年

### 文章
- Sorry, America: China Is NOT Going to Collapse[7]

## 海国图智研究院
陈定定带头创立了一家名为“海国图智研究院”的智库。该智库出版《美国政治追踪》等刊物。

## 外部连接
- 陈定定的观察者网专栏 （页面存档备份，存于）